# Aleš Pejchal
Aleš Pejchal (* 30. Juni 1952 in Prag) ist ein tschechischer Jurist. Er war Richter am Europäischen Gerichtshof für Menschenrechte.

## Leben und Wirken
Pejchal studierte Rechtswissenschaften an der Karls-Universität in Prag und machte dort 1976 seinen Abschluss. 1978 promovierte er in Prag zum kleinen Doktor der Rechte. Anschließend erhielt er die Anwaltszulassung und arbeitete ab 1980 bis 2012 als Partner in einer tschechischen Anwaltskanzlei. Von 1995 bis 1997 war er als Dozent für Verfassungs- und Zivilrecht an der Akademie der musischen Künste in Prag tätig. Von 2002 bis 2012 hatte er verschiedene Verwaltungspositionen bei der tschechischen Anwaltskammer inne (zuletzt Vizepräsident) und war von 2003 bis 2012 Mitglied des wissenschaftlichen Beratungsgremiums für rechtswissenschaftliche Fragen des tschechischen Präsidenten. Zudem war er ab 2007 Richter am tschechischen Schiedsgerichtshof für Wirtschafts- und Landwirtschaftssachen. Von 2009 bis 2012 war Pejchal Mitglied des Menschenrechtskomitees des CCBE. 2012 wurde Pejchal als Nachfolger von Karel Jungwiert als Vertreter Tschechiens zum Richter am Europäischen Gerichtshof für Menschenrechte gewählt. Er trat seine neunjährige Amtszeit am 1. November 2012 an. Im Dezember 2021 schied er regulär mit Amtsantritt seiner Nachfolgerin Kateřina Šimáčková aus dem Amt.